# Dall Sogn
Dall Sogn er et sogn i Aalborg Vestre Provsti (Aalborg Stift).
I 1800-tallet var Dall Sogn og Volsted Sogn annekser til Ferslev Sogn. Alle 3 sogne hørte til Fleskum Herred i Ålborg Amt. Ferslev-Dall-Volsted sognekommune blev ved kommunalreformen i 1970 indlemmet i Aalborg Kommune.
I Dall Sogn ligger Dall Kirke.
I Dall Sogn findes følgende autoriserede stednavne:
- Dall (bebyggelse, ejerlav)
- Dall Villaby (bebyggelse)
- Grydehøjene (areal)
- Nørholm Kær (areal)
- Poulstrup (bebyggelse, ejerlav)